# Sedlîșce, Stara Vîjivka
Sedlîșce (în ucraineană Седлище) este localitatea de reședință a comunei Sedlîșce din raionul Stara Vîjivka, regiunea Volînia, Ucraina.

## Demografie
Componența lingvistică a localității Sedlîșce
     Ucraineană (99,86%)
     Alte limbi (0,14%)
Conform recensământului din 2001, majoritatea populației localității Sedlîșce era vorbitoare de ucraineană (99,86%), existând în minoritate și vorbitori de alte limbi.